# Inteligencia de los elefantes
Con una masa de un poco más de 5 kg (11 lb), los cerebros de los elefantes son más grandes que los de cualquier otro animal terrestre, y aunque las ballenas más grandes tiene masas veinte veces mayores que las de un elefante típico, los cerebros de las ballenas son apenas dos veces más grandes en masa que los de los elefantes. Además, los elefantes tienen un total de 257 mil millones de neuronas. El cerebro de los elefantes es similar al de los humanos en términos de estructura y complejidad; por ejemplo, el córtex del elefante tiene la misma cantidad de neuronas que un cerebro humano, sugiere que existe evolución convergente.
Los elefantes exhiben una variedad de comportamientos, incluidos aquellos asociados con el duelo psicológico, el aprendizaje, el mimetismo, el cuidado maternal, el juego, el altruismo, el uso de herramientas, la compasión, la cooperación,  la conciencia de sí mismos, la memoria y el lenguaje. Además, existe evidencia que sugiere que los elefantes son capaces de entender el gesto de señalar: la habilidad de comunicar en forma no verbal un objeto extendiendo un dedo, o su equivalente. Todo indica que los elefantes son muy inteligentes; se cree que son tan inteligentes como los cetáceos y los primates. Debido a su alto nivel de inteligencia y sus fuertes lazos familiares, algunos investigadores creen que es moralmente incorrecto para los humanos sacrificar a los elefantes. El filósofo griego, Aristóteles, una vez dijo que el elefante era «el animal que superaba a todos los demás en mente e ingenio.»

## Estructura del cerebro

### Corteza cerebral
Los elefantes (tanto los asiáticos como los africanos) tienen un neocórtex muy grande y complejo, una característica compartida con los humanos, los simios y algunas especies de delfines.
Los elefantes asiáticos tienen el mayor volumen de corteza cerebral disponible para el procesamiento cognitivo de todos los animales terrestres existentes. El volumen de corteza cerebral disponible para estos procesos excede el de cualquier especie de primates, y un estudio sugiere que los elefantes debería estar en la misma categoría de los homínidos en términos de habilidades cognitivas para el uso y fabricación de herramientas.
El cerebro del elefante cuenta con un patrón de giros más complejo y con muchas más convoluciones que los de los humanos, primates o carnívoros, pero menos complejo que los de los cetáceos,  aunque los elefantes tienen igual número de neuronas corticales (células nerviosas) y sinapsis corticales que los humanos, que es un número mayor que el de los cetáceos. Se cree que los elefantes tienen el mismo nivel de capacidad para resolver problemas que los delfines, y muchos científicos tienden a clasificar a la inteligencia de los elefantes a la par con la de los cetáceos; de hecho, un artículo de 2011 publicado por ABC Science indica que «los elefantes son tan inteligentes como los chimpacés, [y] los delfines».

### Otras características del cerebro
Los elefantes tienen un hipocampo muy grande y altamente complejo, una estructura en el sistema límbico que es mucho más grande que la de cualquier humano, primate o cetáceo. El hipocampo de un elefante utiliza el 0,7% de las estructuras del cerebro, a diferencia del 0,5% en los humanos y 0,1% en los delfines de Risso y 0,05% en los delfines comunes.
El hipocampo está ligado a la emoción a través del procesamiento de ciertos tipos de memoria, especialmente la memoria espacial. Esta se cree que es la razón por la cual los elefantes sufren de flashbacks psicológicos y el equivalente al estrés postraumático.
El cociente de encefalización (CE, el tamaño del cerebro relativo al tamaño del cuerpo) de los elefantes varía entre 1,13 y 2,36. El CE promedio es de 2,14 para los elefantes asiáticos, y 1,67 para los elefantes africanos, siendo el promedio general de 1,88.: 151   El comparación con otros animales, el delfín de La Plata tiene un EC de 1,67; el delfín del Ganges uno de 1,55; la orca uno de 2,57; el delfín nariz de botella uno de 4,14; y el delfín tucuxi uno de 4,56; los chimpancés tiene un EC de 2,49; los perros uno de 1,17, gatos uno de 1,00; y los ratones tiene un EC de 0,50. Los humanos tienen un cociente de 7,44.
Aún existe debate sobre si el EC es una medida adecuada para la inteligencia, especialmente cuando el animal con el EC más alto es la musaraña.

### Tamaño del cerebro al nacer en relación con el cerebro adulto
Al igual que los humanos, los elefantes deben aprender comportamiento a medida que crecen. No nacen con los instintos sobre como sobrevivir. Los elefantes tiene un periodo muy largo de aprendizaje en sus vidas, el que dura alrededor de diez años. Otra forma comparativa para medir su inteligencia es comparando el tamaño de su cerebro al nacer en relación con el de un adulto completamente desarrollado. Esto indica cuánto aprendizaje una especie acumula cuando es joven. La mayoría de los mamíferos nacen con un cerebro con cerca del 90% del peso del de un adulto, mientras que los humanos nacen con un 28%, los delfines nariz de botella con un 42,5%, los chimpancés con 54%, y los elefantes con 35%.

### Neuronas en huso
Las neuronas en huso parecen jugar un rol central en el desarrollo del comportamiento inteligente. Al igual que los humanos y otros homínidos, neuronas en huso también están presentes tanto en los cerebros de los elefantes asiáticos como en los de los africanos., al igual que en las ballenas jorobadas, las ballenas de aletas, las orcas, los cachalotes, los delfines nariz de botella, los delfines de Risso, y las ballenas beluga. Las impresionantes similitudes entre el cerebro de los elefantes y de los humanos apoya la tesis sobre la evolución convergente.

## Sociedad
Los elefantes tienen una de las sociedades más cercanas de todo el mundo animal. Las familias de elefantes solo pueden ser separadas con la muerte o la captura de sus miembros. Cynthia Moss, una etóloga especializada en elefantes, recuerda una anécdota sobre una familia de elefantes africanos. Dos miembros de la familia fueron disparados por cazadores, pero eventualmente fueron ahuyentados por los demás elefantes. Aunque uno de los elefantes murió, el otro, llamado Tina, se mantuvo en pie, pero con sus rodillas casi cediendo. Dos miembros de la familia, Trista y Teresia (la madre de Tina), caminaron hacia ambos lados de Tina y se le apegaron para mantenerla en pie. Eventualmente, Tina se puso muy débil y cayó al suelo y murió. No obstante, Trista y Teresia no se rindieron, sino que trataron de levantarla continuamente. Lograron hacer que Tina se siente, pero su cuerpo ya estaba sin vida y cayó al suelo nuevamente. A medida que los otros miembros de la familia trataban de ayudar más intensamente, trataron de poner pasto en la boca de Tina. Teresia luego puso sus colmillos debajo de la cabeza de Tina y trató de levantarla. Cuando lo hizo, su colmillo derecho se rompió del todo, hasta el labio y la cavidad nerviosa. Los elefantes se rindieron tratando de levantar a Tina pero no la abandonaron, sino que comenzaron a enterrarla en una tumba poco profunda y lanzaron hojas sobre su cuerpo. Se pararon al lado de Tina durante la noche y comenzaron a irse en la mañana. La última en irse fue Teresia.
Debido a que los elefantes tienen relaciones muy cercanas y matriarcales, una familia puede verse devastada por la muerte de uno de ellos (especialmente la matriarca), y algunos grupos nunca recuperan su organización. Cynthia Moss ha observado a una madre, luego de la muerte de su cría, caminar lentamente atrás de la familia por muchos días.
Edward Topsell indicó en su obra La Historia de las Bestias de Cuatro Patas de 1658, "No existe criatura entre todas las bestias del mundo que sirva de una tan grande y amplia demostración del poder y la sabiduría de Dios Todopoderoso como el elefante." Se cree que las habilidades cooperativas de los elefantes son similares a las de los chimpancés.

## Altruismo en elefantes
Se cree que los elefantes son animales altamente altruistas que incluso ayudan a otras especies cuando se encuentran en peligro, incluso a los humanos. En India, un elefante estaba ayudando a la gente del lugar a levantar troncos siguiendo a un camión y colocando los troncos en huecos pre-cabados según las instrucciones del mahout (entrenador de elefantes). En un hueco en particular, el elefante rehusó bajar el tronco. El mahout fue a investigar el lugar y vio que había un perro durmiendo en el hueco. El elefante solo bajó el tronco una vez que el perro se había ido.
Cynthia Moss ha visto en varias ocasiones a elefantes hacer esfuerzos para evitar lastimar o matar a un ser humano, incluso en situaciones que son difíciles para ellos (como tener que caminar hacia atrás para evitar una persona).
Joyce Poole documentó un encuentro que le fue relatado por Colin Francombe en el Rancho Laikipia de Kuki Gallman. Uno de los pastores estaba solo con sus camellos cuando se encontró con una familia de elefantes. La matriarca se abalanzó sobre él, tumbándolo con su trompa y rompiendo una de sus piernas. En la noche, cuando no regresó, un grupo de personas salió a buscarlo en una camioneta. Cuando el grupo lo descubrió, estaba siendo cuidado por un elefante. El animal se abalanzó sobre la camioneta, así que dispararon al aire para asustarla. El pastor dijo que cuando no se pudo levantar, el elefante utilizó su trompa para levantarlo y ponerlo bajo la sombra de un árbol. Ella lo resguardó durante el día y lo tocaba con cuidado con su trompa.

## Automedicación
Los elefantes en África se automedican al masticar las hojas de un árbol de la familia Boraginaceae, el cual induce al parto. Los habitantes de Kenia utilizan a este árbol para el mismo propósito.

## Rituales funerarios
Los elefantes son la única especie de mamíferos además del Homo sapiens sapiens y los Neardentales de los que se conoce que tengan o hayan tenido rituales reconocibles respecto a la muerte de uno de sus individuos. Los elefantes muestran un interés importante en los huesos de otros de su especie (incluso si son de elefantes que murieron mucho antes y no tienen ninguna conexión con ellos). Frecuentemente se los ve investigando los huesos con sus trompas y pies al mismo tiempo que permanecen muy quietos. En algunas ocasiones, elefantes que no tienen ninguna relación con el fallecido visitan sus tumbas. Cuando un elefante está herido, otros elefantes (incluso si no tienen relación alguna) lo ayudan.
El investigador de elefantes, Martin Meredith, escribió en un libro sobre un ritual funerario que fue observado por Anthony Hall-Martin, un biólogo sudafricano que había estudiado elefantes en Addo, Sudáfrica, por más de ocho años. Toda la familia de una matriarca muerta, incluyendo a su joven cría, estaban tocando su cuerpo con sus trompas cuidadosamente, tratando de levantarla. La manada entera de elefantes emitía sonidos fuertes. Se observó que la cría estaba sollozando e hizo sonidos que parecían gritos, pero luego toda la manada se quedó increíblemente silenciosa. Luego comenzaron a lanzar hojas y tierra sobre el cuerpo y rompieron ramas de árboles para cubrirla. Pasaron los próximos dos días sobre su cuerpo en silencio. Algunas veces tenían que irse para traer agua o comida, pero siempre regresaban.
Casos en los que los elefantes actúan de esta manera con los humanos son comunes a lo largo de África. En muchas ocasiones, han enterrado a humanos muertos o que estaban durmiendo o los han ayudado cuando estaban lastimados. Meredith también recuerda un evento que le fue contado por George Adamson, un guardabosques keniano, sobre una mujer Turkana que se había quedado dormida bajo un árbol luego de perderse camino a casa. Cuando se despertó, había un elefante sobre ella, tocándola cuidadosamente. Se mantuvo muy quieta porque estaba muy asustada. A medida que llegaron otros elefantes, estos comenzaron a gritar fuertemente y a enterrarla debajo de ramas. Fue encontrada en perfecto estado por pastores del lugar al día siguiente.
George Adamson también recuerda cuando disparó a un elefante macho adulto de una manada que insistía entrar a los jardines del gobierno en el norte de Kenia. George le dio la carne del elefante a miembros de la tribu Turkana del lugar y luego arrastró el resto del cuerpo a un kilómetro de distancia. Esa noche, los otros elefantes encontraron el cuerpo y tomaron el omóplato y un hueso de la pierna y regresaron los huesos al lugar exacto en donde el elefante había muerto. Los científicos a menudo debaten hasta que punto los elefantes sienten emociones.

## Juego
Joyce Poole ha observado a elefantes africanos jugando en numerosas ocasiones. Aparentemente hacen cosas para su propio entretenimiento y el de otros. Se ha observado a los elefantes chupando agua, poniendo su trompa en el aire, y luego arrojando el agua como una fuente.

## Imitación
Estudios recientes han demostrado que los elefantes también pueden imitar los sonidos que escuchan. El descubrimiento fue realizado cuando Mlaika, un elefante huérfano, copiaba el sonido de los camiones que pasaban. Hasta la fecha, los únicos otros animales que se creen imitan sonidos son las ballenas, los delfines, los murciélagos, los primates y las aves. Calimero, un elefante africano de 23 años, también exhibió una forma peculiar de imitación. Estaba en un zoológico suizo con unos elefantes asiáticos. Los elefantes asiáticos utilizan píos que son diferentes de los profundos sonidos estruendos de los elefantes africanos. Calimero también comenzó a piar y no utilizar los llamados profundos que su especie normalmente realiza.
Kosik, un elefante indio en el Parque de Diversiones Everland en Corea del Sur, puede imitar hasta cinco palabras coreanas, entre ellas sentarse, no, sí y acostarse. Kosik produce estos sonidos similares a los de los humanos al poner su trompa en su boca y luego sacudiéndola mientras exhala, de una forma similar a la que la gente silba con sus dedos.
Los elefantes usan llamadas de contacto para mantenerse en contacto entre ellos cuando no están dentro de su campo de visión. Las elefantes hembra puede recordar y distinguir las llamadas de contacto de las hembras y del grupo cercano fuera de su red familiar extendida. También pueden distinguir entre las llamadas de las unidades familiares dependiendo de que tan frecuentemente se encuentren con ellas.

## Uso de herramientas
Los elefantes demuestran una impresionante habilidad para utilizar herramientas con sus trompas como si fuesen brazos. Se ha observado a elefantes cavar agujeros en el suelo para tomar agua y luego arrancar la corteza de un árbol, masticarla en forma de balón, tapar el agujero con ella y cubrirla con arena para evitar la evaporación, para después volver al mismo lugar para tomar más agua. Frecuentemente, también utilizan ramas para alejar moscas o rascarse. También se ha visto a elefantes arrojar grandes piedras sobre cercas eléctricas ya sea para destruirlas o cortar la electricidad. Se ha observado a elefantes asiáticos en India destruir cercas eléctricas con troncos y remover los cables alrededor con sus trompas para crear un paso seguro por el lugar.

## Arte y música

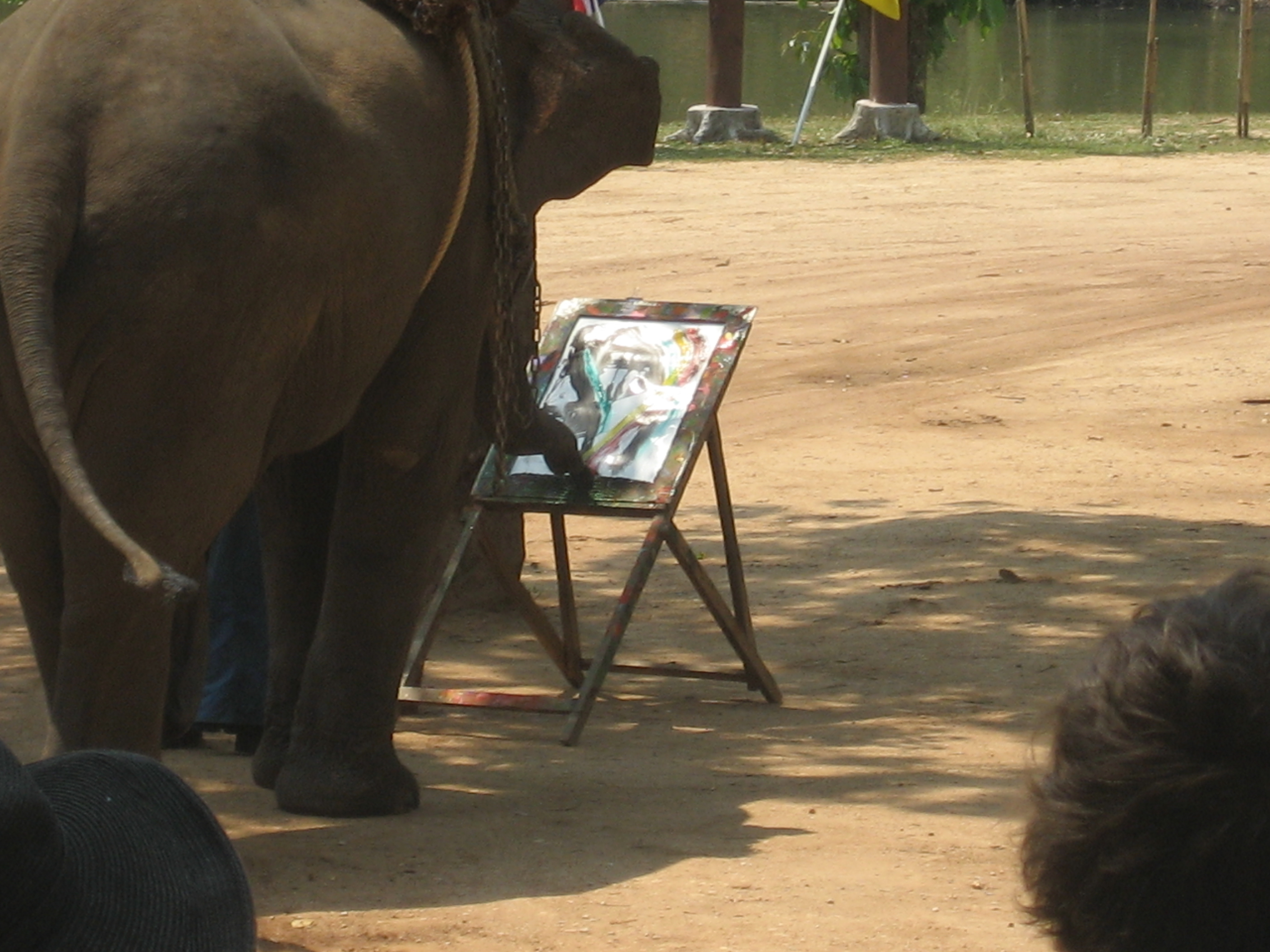
Pintura de elefantes en el Centro de Conservación de Elefantes de Tailandia, Lampang, Tailandia.

Como muchas otras especies que pueden producir arte abstracto, los elefantes utilizan sus trompas para sostener pinceles y crear pinturas que algunos han comparado con el trabajo de expresionistas abstractos,  El arte de elefantes ahora es algo común en muchos zoológicos, y es exhibida en museos y galerías en todo el mundo.  Ruby del zoológico de Phoneix es considerada como la primera elefante estrella,  y sus pinturas han sido vendidas hasta por $25.000.  Ruby escogía sus propios colores y "tenía un sentido muy claro sobre que color y en que secuencia lo quería".  El Proyecto de Conservación y Arte de Elefantes, una "academia de arte de elefatnes" en Nueva York, enseaña a pintar a elefantes retirados. Para que las pinturas se parezcan a objetos identificables, los profesores tienen que guiar un poco a los elefantes.  Un ejemplo de esto fue mostrado en el programa de TV Animales Extraordinarios, en el cual los elefantes en un campamento en Tailandia lograron dibujar sus autorretratos con flores. Aunque las imágenes fueron dibujadas por elefantes, siempre había un entrenador guiando el movimiento.
Un video de un elefante pintando un retrato de otro elefante se volvió viral en el internet en 2008. El sitio web snopes.com, que se especializa en desacreditar mitos urbanos, indica que el video es "parcialmente verdadero", diciendo que el elefante efectivamente hizo las pinceladas, pero indica que la similitud de las pinturas que produjo indica que se trata de una secuencia de pinceladas aprendidas y no un esfuerzo creativo por parte del elefante.
Los antiguos romanos y los adiestradores de elefantes asiáticos (mahouts) observaron que los elefantes podían distinguir melodías. Era normal que los elefantes de circo sigan pies musicales y los circos de Adam Forepaugh y Barnum & Bailey incluso tenían "bandas de elefantes". El biólogo evolucionario alemán Bernard Rensch estudió la capacidad de los elefantes para distinguir música, y en 1957 publicó los resultados en Scientific American. El elefante del estudio de Rensch podía distinguir 12 tonos en la escala musical y podía recordar melodías simples. Aunque tocaba en instrumentos diferentes y en diferentes tonos, timbres y metros, ella los reconocía un año y medio después.  Estos resultados han sido respaldados por el Proyecto de Aprendizaje Humano-Elefante que estudia la inteligencia de los elefantes.
Un elefante llamado Shanthi en el Zoológico Nacional en Washington D. C. ha demostrado habilidad para tocar la armónica y varios instrumentos de viento. Supuestamente siempre acaba sus canciones con un crescendo.
La Orquesta Elefante Tailandesa es un conjunto de elefantes que "improvisa" música en instrumentos hechos especialmente para ellos con interacción mínima por parte de sus entrenadores. La orquesta fue cofundada por el experto en paquidermos Richard Lair, quien trabaja en el Centro de Conservación de Elefantes de Tailandia en Lampang, y David Sulzer (nombre artístico, Dave Soldier) quien estudia el rol de los sinapsis dopaminérgicos en la consolidación de la memoria, el aprendizaje y el comportamiento en la Universidad de Columbia.  Según el neurobiólogo Aniruddh Patel, la baterista principal de la orquesta, llamada Pratidah, exhibe señales de musicalidad, indicando que "ya sea tocando sola o con la orquesta, Pratidah era impresionantemente constante". También notó que ella desarrolló un patrón de ritmo estilo swing cuando tocaba con otros elefantes.

## Capacidad para resolver problemas
Los elefantes son capaces de pasar una importante cantidad de tiempo resolviendo problemas. Pueden cambiar su comportamiento radicalmente para lidiar con nuevos desafíos, una característica de una inteligencia compleja. Un experimento de 2010 reveló que para poder alcanzar su comida, "los elefantes pueden aprender a coordinar con un compañero en una tarea que requiere que dos individuos agarren de forma simultánea dos extremos de la misma cuerda para obtener un premio", colocándolos en el mismo nivel con los chimpancés en términos de habilidades cooperativas.
En los años 1970, en Marine World Africa, USA, vivía un elefante asiático llamado Bandula. Bandula encontró la manera de romper o abrir los diversos equipos utilizados para asegurar las cadenas en sus pies. El más complejo de esos era un gancho Brummel, un dispositivo que se cerraba cuando dos extremos eran deslizados juntos. Bandula solía manipular el gancho hasta que se soltaba cuando estaba alineado. Una vez que se liberaba, trataba de ayudar a los demás elefantes a escapar. En el caso de Bandula y muy probablemente con otros elefantes captivos, existía un elemento de engaño durante los escapes, como situaciones en los que los animales en los alrededores se aseguraban de que nadie estaba mirando.
En otro caso, una elefante hembra logró descubrir como desatornillar varillas de hierro con un agujero de una pulgada de ancho. Utilizó su trompa para crear una palanca y luego desenroscar el perno.
Ruby, un elefante asiático del Zoológico de Phoenix frecuentemente escuchaba las conversaciones que sus custodios tenían sobre ella. Cuando escuchaba la palabra pintura se ponía muy excitable. Los colores que prefería eran el verde, el amarillo, el azul y el rojo. En una ocasión, un camión de bomberos llegó y se parqueó afuera de su cerco en donde un hombre recientemente había tenido un ataque al corazón. Las luces del camión alumbraban rojo, blanco y amarillo. Cuando Ruby pintó más tarde en ese día, eligió esos colores. También mostraba una preferencia por los colores de la ropa que los custodios llevaban puesta.
Harry Peachey, un entrenador de elefantes, desarrolló una relación cooperativa con un elefante llamado Koko. Koko le ayudaba a sus custodios, "instándolos" a que lo estimulen con varios comandos y palabras que Koko aprendía. Peachey indicó que los elefantes tienen más predisposición para cooperar y trabajar con humanos siempre y cuando sean tratados con respeto y sensibilidad. Koko trabajaba con sus custodios cuando estos necesitaban un poco de "ayuda elefante" cuando estaban transfiriendo a hembras del grupo a otro zoológico. Cuando los custodios querían transferir a una hembra, por lo general decían su nombre, segudio por la palabra transferencia (por ejemplo, "Connie transferencia"). Koko rápidamente se daba cuenta de lo que esto significaba. Si los custodios le pedían a un elefante por su traspaso y no se movían, decían, "Koko, échame una mano". Cuando escuchaba esto, Koko los ayudaba. Luego de trabajar 27 años con elefantes, Peachey cree firmemente que ellos pueden comprender la semántica y el sintaxis de algunas de las palabras que escuchan. Se cree que esto es algo muy raro en el reino animal.
Un estudio realizado por el Dr. Naoko Irie de la Universidad de Tokio ha demostrado que los elefantes poseen habilidad para la aritmética. El "experimento consistió en soltar un número variable de manzanas en dos baldes en frente de los elefantes del Zoológico de Ueno y luego grabarlos para ver que tan frecuentemente elegían correctamente el balde con la mayor cantidad de frutas". Cuando más de una manzana era soltada en el balde, esto quería decir que los elefantes tenían que "mantener la cuenta en sus cabezas para mantener la cuenta". Los resultados demostraron que "Setenta y cuatro por ciento de las veces, los animales escogían correctamente el balde que estaba más lleno. Un elefante africano llamado Ashya obtuvo el mayor puntaje con un increíble ochenta y siete por ciento... Los humanos en este experimento lograron un éxito del apenas sesenta y siete por ciento".

## Conciencia de sí mismos
Los elefantes asiáticos son parte de un pequeño grupo de animales, entre ellos los primates, los delfines nariz de botella y las urracas, que demuestran tener conciencia de sí mismos. El estudio fue llevado a cabo por la Wildlife Conservation Society (WCS) utilizando elefantes del Zoológico del Bronx en la ciudad de Nueva York. Aunque muchos animales responden a un espejo, muy pocos muestran evidencia alguna de que reconocen que el reflejo en el espejo son ellos mismos.
Los elefantes asiáticos en el estudio también mostraron este tipo de comportamiento cuando se pararon en frente de un espejo de 2,5 por 2,5 metros - analizaron la parte trasera y llevaron comida para consumirla cerca del espejo.
La evidencia de que los elefantes demuestran conciencia de sí mismos se vio cuando el elefante Happy se tocó una X pintada en su cabeza repetidamente con su trompa, una marca que solo podía ser vista en el espejo. Happy ignoró otra marca realizada con una pintura incolora que también fue pintada en su cabeza para asegurar de que no estaba simplemente reaccionando al tacto o al olor.
Frans de Waal, quien dirigió el estudio, dijo, "Estos paralelos entre los humanos y los elefantes sugieren una evolución cognitiva convergente posiblemente relacionada a una sociedad compleja y a la cooperación".
Joyce Poole, del Amboseli Elephant Research Project en Kenia, ha demostrado que los elefantes pueden aprender por vocalización e imitación de los sonidos que realizan cada uno y los del ambiente. Está comenzando a investigar si los sonidos realizados por los elefantes tienen dialectos, un rasgo raro en el reino animal.

### Conciencia de sí mismos y controversia sobre su sacrificio
Existe un debate importante sobre el tema del sacrificio de elefantes africanos en el parque nacional Kruger de Sudáfrica como un método de control de la población. Algunos científicos y ambientalistas sostienen que es "innecesario e inhumano" el sacrificarlos ya que "los elefantes se parecen a los humanos en muchos aspectos, entre ellos el enorme tamaño de sus cerebros, lazos sociales que parecen ser empatéticos, largas gestaciones, un alto nivel de inteligencia, crías que requieren de un periodo largo de cuidado dependiente, y largas vidas".: 20824  Un grupo de derechos de los animales sudafricano preguntó en un comunicado "¿Cuánto más se tienen que parecer los elefantes a nosotros para que matarlos sea considerado un asesinato?".
Otras personas sostienen que el sacrificio de estos animales en ciertas circunstancia es necesario cuando la biodiversidad se ve amenazada. No obstante, el argumento de la protección de la biodiversidad ha sido cuestionado por algunos grupos de defensa de los animales que indican que el animal que amenaza y daña más seriamente la biodiversidad es el ser humano, por lo que si no estamos dispuestos a sacrificar a los de nuestra especie no podemos justificar moralmente el sacrificio de otra.